# Michel Amphoux
Michel Amphoux est un acteur français.

## Filmographie
- 1975 : Histoire de Paul de René Féret
- 1975 : Moi, Pierre Rivière, ayant égorgé ma mère, ma sœur et mon frère... de René Allio
- 1977 : La Communion solennelle de René Féret
- 1979 : Plurielles de Jean-Patrick Lebel
- 1980 : Fernand de René Féret
- 1980 : À vendre de Christian Drillaud
- 1982 : La Balance de Bob Swaim
- 1983 : La Java des ombres de Romain Goupil
- 1983 : Le Destin de Juliette d'Aline Issermann
- 1983 : La petite bande de Michel Deville
- 1985 : Mystère Alexina de René Féret
- 1986 : Lien de parenté de Willy Rameau
- 1987 : Attention bandits ! de Claude Lelouch
- 1989 : Hiver 54, l'abbé Pierre de Denis Amar
- 1990 : Pacific Palisades de Bernard Schmitt
- 1993 : Toxic Affair de Philomène Esposito
- 1993 : Lettre pour L... de Romain Goupil
- 1994 : Grosse Fatigue, de Michel Blanc
- 1996 : Portraits chinois de Martine Dugowson